# ヤヴァパイ郡 (アリゾナ州)

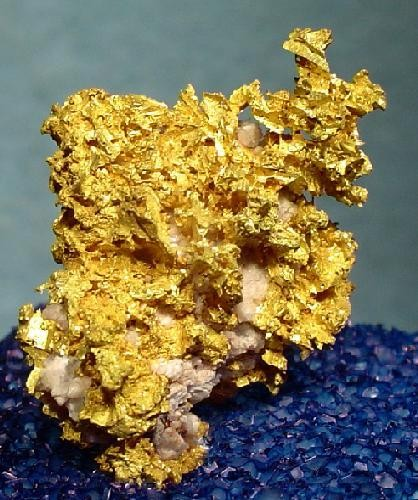
ヤヴァパイ郡内の鉱山から掘り出された金の標本、寸法は 2.0 x 1.8 x 1.7 cm

ヤヴァパイ郡（英: Yavapai County）は、アメリカ合衆国アリゾナ州中心部近くに位置する郡である。人口は23万6209人（2020年）。郡庁所在地はプレスコットである。

## 歴史
ヤヴァパイ郡は1864年に開かれたアリゾナ準州議会第1会期で創設された最初の4郡の1つである。その境界は西経113度20分より東、ヒラ川より北と定義されていた。その後間もなく郡の領域内からアパッチ郡、ココニノ郡、マリコパ郡およびナヴァホ郡が分割された。現在の境界は1891年に確定したものである。
郡名はこの地域がアメリカ合衆国に併合されたときに主要な住人だったヤヴァパイ族インディアンに因んでいる。

## 地理
アメリカ合衆国国勢調査局に拠れば、郡域全面積は8,127.78平方マイル (21,050.9 km2)であり、このうち陸地は8,123.30平方マイル (21,039.3 km2)、水域は4.48平方マイル (11.6 km2)で水域率は0.06%である。その面積はニュージャージー州の面積の93%に相当し、ロードアイランド州、デラウェア州およびコネチカット州、またコロンビア特別区より大きい。
地形は南のソノラ砂漠から北のココニノ高原、また東のモゴホン・リムまで劇的に変化している。最高地点は標高2,432メートルのユニオン山であり、最低地点は現在プレザント湖の下になっているアグア・フリア川流域である。

### 主要高規格道路
- 州間高速道路17号線
- 州間高速道路40号線
- アメリカ国道93号線
- アリゾナ州道69号線
- アリゾナ州道71号線
- アリゾナ州道89号線
- アリゾナ州道169号線
- アリゾナ州道179号線
- アリゾナ州道260号線
- アリゾナ州道279号線

### 隣接する郡
- モハーヴェ郡 - 西
- ラパス郡 - 南西
- マリコパ郡 - 南
- ヒラ郡 - 東
- ココニノ郡 - 北、北東

### 国立保護地域
- アグアフリア国立保護区
- ココニノ国立の森（部分）
- カイバブ国立の森（部分）
- モンテスマ・キャッスル国立保護区
- プレスコット国立の森（部分）
- トント国立の森（部分）
- トゥジグート国立保護区

## 土地の所有形態と管理
- 私有地: 約25%
- 公有地: 約75%
  - 連邦政府所有地: 約50%
    - 国立の森指定地: 38%
    - 土地管理局管理地: 11.6%
    - インディアン管理局とアメリカ合衆国国立公園局が管理する土地: 0.5%未満

  - アリゾナ州所有地：約25%、アリゾナ州土地管理部が管理する信託統治地[5]

## 自然史
ヤヴァパイ郡内には様々な植物相や動物相がある。例えばエフェドリンやハルシャギク属に属する多くの植物が見られる。絶滅が危惧されるカリフォルニア・ファンパーム（Washingtonia filifera）の叢林も見られる。

## 人口動態
以下は2000年国勢調査による人口統計データである。
| 基礎データ - 人口: 167,517人 - 世帯数: 70,171 世帯 - 家族数: 46,733 家族 - 人口密度: 8人/km2（21人/mi2） - 住居数: 81,730軒 - 住居密度: 4軒/km2（10/mi2） 人種別人口構成 - 白人: 91.89% - アフリカン・アメリカン: 0.39% - ネイティブ・アメリカン: 1.60% - アジア人: 0.51% - 太平洋諸島系: 0.08% - その他の人種: 3.58% - 混血: 1.95% - ヒスパニック・ラテン系: 9.78% 年齢別人口構成 - 18歳未満: 21.1% - 18-24歳: 7.1% - 25-44歳: 22.4% - 45-64歳: 27.4% - 65歳以上: 22.0% - 年齢の中央値: 44歳 - 性比（女性100人あたり男性の人口） - 総人口: 96.2 - 18歳以上: 93.5 | 世帯と家族（対世帯数） - 18歳未満の子供がいる: 23.8% - 結婚・同居している夫婦: 55.0% - 未婚・離婚・死別女性が世帯主: 8.1% - 非家族世帯: 33.4% - 単身世帯: 26.7% - 65歳以上の老人1人暮らし: 12.4% - 平均構成人数 - 世帯: 2.33人 - 家族: 2.79人 収入と家計 - 収入の中央値 - 世帯: 34,901米ドル - 家族: 40,910米ドル - 性別 - 男性: 30,738米ドル - 女性: 22,114米ドル - 人口1人あたり収入: 19,727米ドル - 貧困線以下 - 対人口: 11.9% - 対家族数: 7.9% - 18歳未満: 15.9% - 65歳以上: 6.7% |

ヤヴァパイ郡はアメリカ合衆国国勢調査局によってプレスコット都市圏に含まれることとされている。

## 都市と町

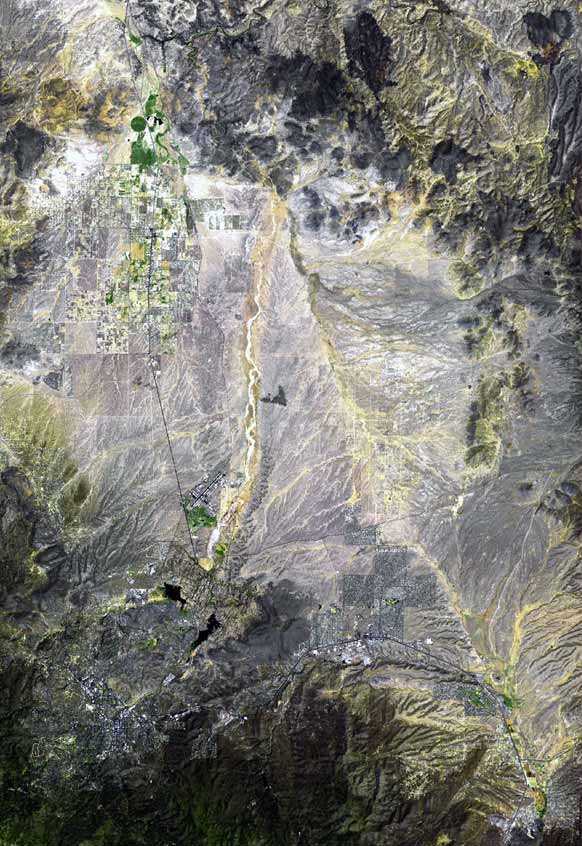
ヤヴァパイ郡の衛星写真

### 都市
- プレスコット（郡庁所在地）
- コットンウッド
- セドナ（大部分）
- ピオリア（小部分）

### 町
- プレスコットバレー
- キャンプヴェルデ
- チノバレー
- クラークデール
- デューイー・ハンボルト
- ジェローム

### 国勢調査指定地域
- バグダッド
- アッシュフォーク
- ビッグパーク
- ブラックキャニオンシティ
- コングレス
- コルデスレイクス
- コーンビル
- コットンウッド・ヴェルデビレッジ
- レイクモンテスマ
- メイヤー
- ポールデン
- ピープルズバレー
- セリグマン
- スプリングバレー
- ウィルホイト
- ウィリアムソン
- ヤーネル

### その他の町
- バンブルビー
- チェリー
- クリーター
- クレメンソー
- コルデス
- クラウンキング
- ドレイク
- アイアンスプリングス
- カークランド
- スカルバレー
- ティップトップ

## 見どころ

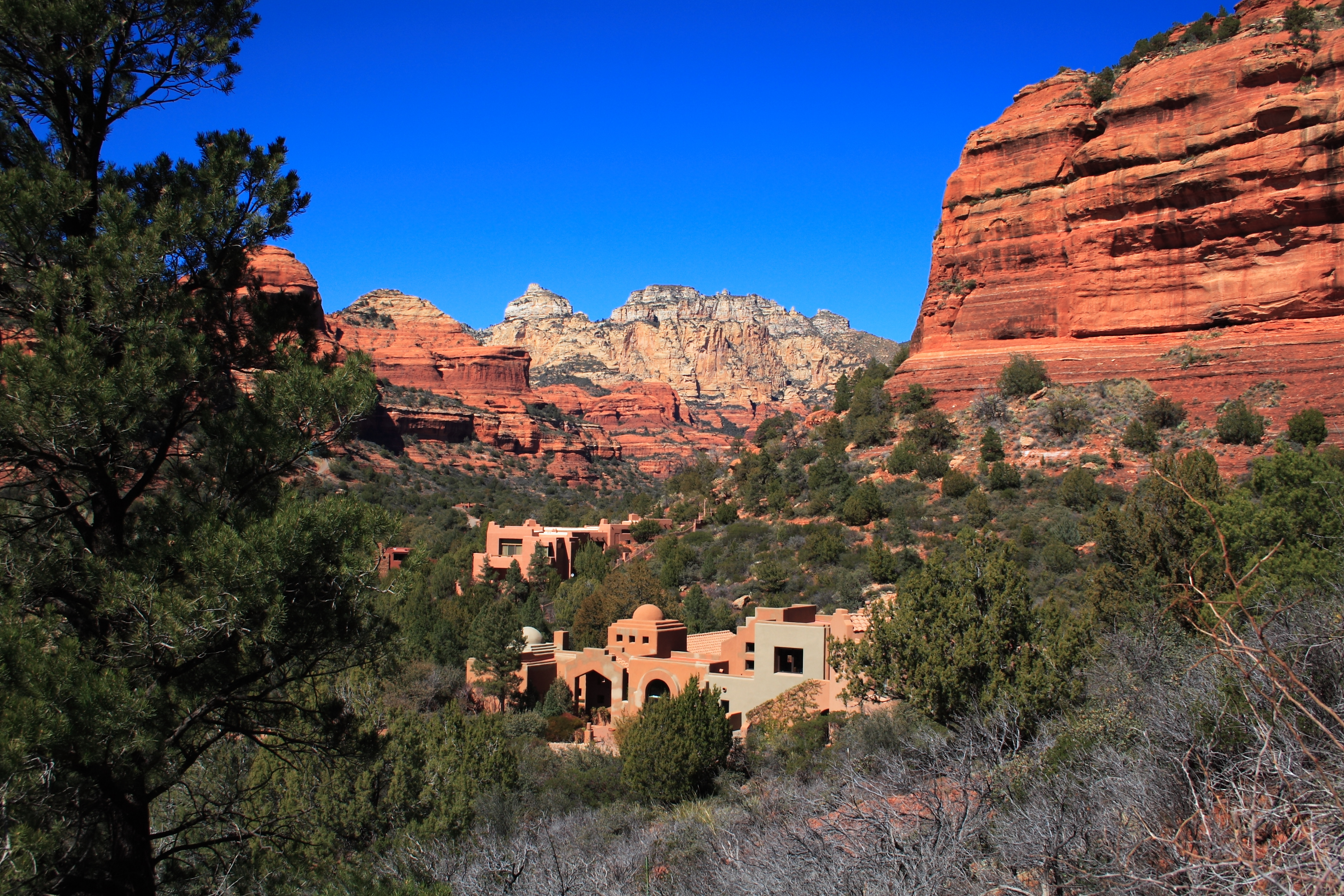
セドナ近くのエンチャントメント（魔法）リゾート

ヤヴァパイ郡にはパオロ・ソレリが開発したアーコロジー（完全環境都市）に基づく実験としアーコサンティがあり、1970年以来建設中である。アーコサンティは月曜日から日曜日の午前9時から午後5時まで公開されており、10時から4時まで毎時ツアーが出発している。コルデス・ジャンクションの直ぐ北に位置している。
アウト・オブ・アフリカ・ワイルドライフ・パーク は大型ネコ科動物に特化する人気のある動物園であり、タイガースプラッシュ とよぶ水泳プールでのパフォーマンスやその他の動物の芸が見ものである。このパークは2005年にイーストバレーからキャンプヴェルデに移転した。
バグダードの北西約10マイル (16 km) にはアッパー・ビューロ・クリーク原生地域がある。ここは面積27,440エーカー (111 km2) の保護地域であり、少なくとも150種の野鳥が棲み、アリゾナ州の砂漠地帯では数少ないダムの無い永続する水流がある。